# 蓝花棘豆
蓝花棘豆（学名：Oxytropis coerulea）是一种豆科植物。这种植物分布于中国内蒙古、河北、山西等省区。此外，俄罗斯等地也有分布。